# جيرسون فييرا
جيرسون فييرا (بالبرتغالية: Gerson Fraga Vieira‏) (4 أكتوبر 1992 في البرازيل - ) هو لاعب كرة قدم برازيلي في مركز الدفاع. شارك مع منتخب البرازيل تحت 17 سنة لكرة القدم. أما مع النوادي، فقد لعب مع غريميو بورتو أليغرينزي وأتيناس دي سان كارولس وريد بول برازيل وOeste Futebol Clube ‏.

## وصلات خارجية
- جيرسون فييرا على موقع الاتحاد الدولي (مؤرشف)  (الإنجليزية)
- جيرسون فييرا على موقع رابطة كرة القدم اليابانية للمحترفين (اليابانية)
- جيرسون فييرا على موقع قاعدة بيانات كرة القدم.إي يو (الإنجليزية)
- جيرسون فييرا على موقع Soccerway.com (الإنجليزية)
- جيرسون فييرا على موقع عالم كرة القدم.نت (الإنجليزية)